# Araneus v-notatus
Araneus v-notatus là một loài nhện trong họ Araneidae.
Loài này thuộc chi Araneus. Araneus v-notatus được Tord Tamerlan Teodor Thorell miêu tả năm 1875.